# Schiffneriolejeunea occulta
Schiffneriolejeunea occulta là một loài Rêu trong họ Lejeuneaceae. Loài này được (Stephani) Gradst. miêu tả khoa học đầu tiên năm 1974.